# Геленув-Слупський
Геленув-Слупський (пол. Helenów Słupski) — село в Польщі, у гміні Щавін-Косьцельни Ґостинінського повіту Мазовецького воєводства.
Населення — 166 осіб (2011).
У 1975-1998 роках село належало до Плоцького воєводства.

## Демографія
Демографічна структура станом на 31 березня 2011 року:
|          | Загалом | Допрацездатний вік | Працездатний вік | Постпрацездатний вік |
| -------- | ------- | ------------------ | ---------------- | -------------------- |
| Чоловіки | 81      | 19                 | 53               | 9                    |
| Жінки    | 85      | 23                 | 43               | 19                   |
| Разом    | 166     | 42                 | 96               | 28                   |